# Plymouth (Carolina del Nord)
Plymouth è una città degli Stati Uniti d'America situata nella Carolina del Nord, nella Contea di Washington, della quale è anche il capoluogo.
Qui nacque l'attore J. B. Smoove.